# Exportkreditnämnden
Exportkreditnämnden (EKN) är en myndighet som främjar svensk export genom att ställa ut olika former av statliga garantier till skydd för utebliven betalning eller andra former av kontraktsbrott. Myndigheten inrättades 1933, men fick en generaldirektör först 1979. EKN:s verksamhetsområde är globalt, men huvudmarknaderna ligger utanför OECD-länderna. Myndigheten har sitt huvudkontor på Kungsgatan 36 i Stockholm men har även kontor i Göteborg  och Malmö.
I samband med coronakrisen 2019-2020 ökade efterfrågan på EKN:s garantier kraftigt och maxtaket för garantin höjdes med 50 miljarder SEK till totalt 500 miljarder SEK.

## Generaldirektörer och chefer sedan 1979
- 1979–1985: Axel Wallén
- 1985–1996: Ragnar Sohlman
- 1996–1998: Kjell Larsson
- 1999–2006: Olof Rydh
- 2007– 2016: Karin Apelman
- 2016- Anna-Karin Jatko